# Histoire de la Rhodésie du Sud pendant la Seconde Guerre mondiale

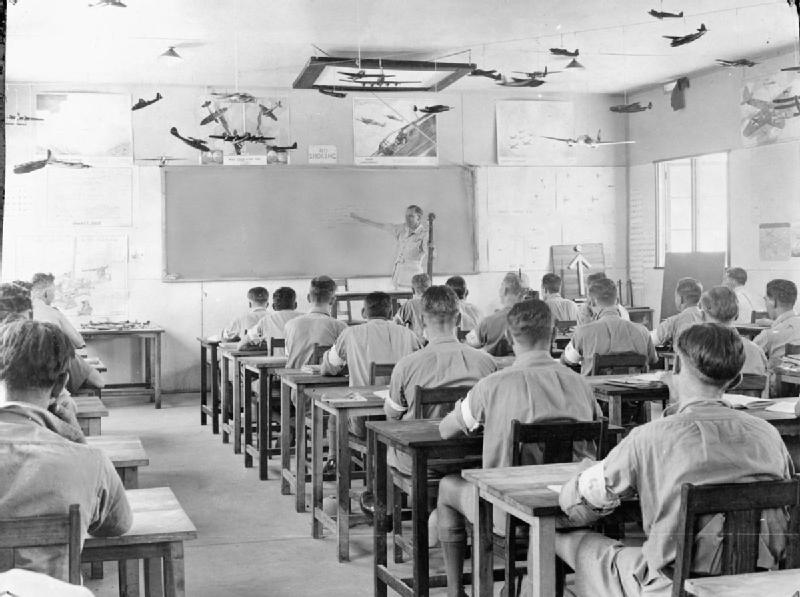
Entraînement de l'équipe aérienne de la Royal Air Force en Rhodésie du Sud, 1943.

Au moment du déclenchement de la Seconde Guerre mondiale, la Rhodésie du Sud est une dépendance autonome du Royaume-Uni. Elle s'engage dans le conflit aux côtés des Britanniques peu après l'invasion de la Pologne en septembre 1939 et, à la fin de la guerre, 26 121 Rhodésiens du Sud de toutes origines ont servi dans les rangs de l'armée dont 8 390 sur des théâtres extérieurs, principalement en Europe, en Méditerranée et au Proche-Orient, en Afrique de l'Est et en Birmanie. Le pays a principalement contribué au travers de sa participation à l' Empire Air Training Scheme (EATS) qui a permis à 8 235 pilotes des forces alliées de s'entraîner dans les écoles de l'air en Rhodésie du Sud. Au total, la Rhodésie du Sud a souffert de la perte de 916 tués et 483 blessés.
Si la Rhodésie du Sud n'a pas de compétences diplomatiques, elle gère en grande partie ses contributions humaines et matérielles à l'effort de guerre. En outre, elle est pleinement responsable de la défense de son territoire. Les officiers rhodésiens autant que les soldats sont répartis en petits groupes au sein des forces britanniques et sud-africains, de manière à éviter des pertes trop lourdes qui se concentreraient sur une unité entièrement rhodésienne. La plupart des soldats des colonies britanniques combattent au Royaume-Uni, en Afrique de l'Est et sur le théâtre méditerranéen. À partir de 1942, ils sont plus largement dispersés sur différents fronts. Dans l'ensemble, les combattants agissant sur les théâtres extérieurs sont surtout issus de la minorité blanche, la seule exception étant le Rhodesian African Rifles, composé de troupes noires commandées par des officiers blancs, qui interviennent en Birmanie à partir de la fin 1944. Les autres unités noires sont positionnées en Afrique de l'Est et en Rhodésie tandis que des dizaines de milliers de Noirs sont mobilisés pour construire diverses infrastructures, principalement des aérodromes, puis pour remplacer les Blancs partis combattre dans les fermes.
Au-delà de la mobilisation humaine, le conflit a des conséquences profondes sur le pays, accélérant le processus d'industrialisation. Sa participation à l'EATS entraîne le développement d'équipements avec des impacts économiques certains, favorisant aussi une immigration blanche après-guerre, constituée principalement d'anciens pilotes ayant fait leurs classes en Rhodésie. En 1951, la minorité blanche a doublé par rapport à ce qu'elle était en 1939. Si l'implication rhodésienne dans le conflit a été célébrée dans l'histoire de la colonie, le tournant de 1980 et la naissance du Zimbabwe a modifié le rapport à cette période historique, avec le retrait des monuments et plaques commémoratifs vus comme des témoignages de la domination blanche et du colonialisme. Aujourd'hui, aucune commémoration ne rappelle l'engagement rhodésien dans le conflit. 

## Contexte
Lorsque la guerre éclate, la Rhodésie du Sud constitue une particularité dans le paysage diversifié de l'Empire britannique. Si elle n'est pas un dominion, elle dispose d'un gouvernement autonome depuis 1923, doté de compétences très larges, y compris sur le plan militaire sans toutefois de diplomatie indépendante. C'est alors le seul territoire de l'Empire à connaître un tel statut et, dans les faits, elle est apparentée à un dominion. La minorité blanche s'élève à 67 000 personnes soit tout juste 5 % de la population totale, les Noirs comptant pour plus d'un million de personnes. Le droit de vote est théoriquement ouvert à toute personne disposant de capacités financières et d'un certain niveau d'éducation mais ces deux conditions sont telles qu'elles excluent presque toute personne non-blanche. Le premier ministre rhodésien est alors Godfrey Huggins, un médecin et vétéran de la Première Guerre mondiale, arrivé en Rhodésie en 1911 et en poste depuis 1933.
Lors du premier conflit mondial, la Rhodésie a déjà participé à l'effort de guerre britannique dans des proportions importantes au regard du faible nombre de Blancs sur le territoire. À l'époque, aucune armée organisée n'existe et il faut attendre 1923 pour voir la constitution d'une première force de défense permanente, avec la création du Rhodesia Regiment, soutenu par la British South Africa Police qui est alors une force paramilitaire. Le Rhodesia Regiment compte 3 000 hommes avec les réservistes à la veille de la guerre et, si des Noirs ont combattu durant la Grande Guerre, ils sont désormais cantonnés au sein de la BSAP. En août 1939, un embryon de force aérienne existe avec la Southern Rhodesian Air Force qui comprend une escadrille de dix pilotes et huit Hawker Hart basés au Belvedere Airport de Salisbury.
L'occupation de la Tchécoslovaquie par l'Allemagne nazie en mars 1939 convainc Huggins que la guerre est imminente. Il veut renouveler rapidement son mandat pour prendre des mesures d'urgence et convoque des élections débouchant sur une large victoire de son parti, l'United Party. Il remanie son gouvernement dans la perspective du conflit et confie à son ministre de la justice, Robert Tredgold, le portefeuille de la défense. Huggins n'a pas l'intention de cantonner ses troupes dans la simple défense du pays mais bien de les envoyer combattre aux côtés des Britanniques sur différents fronts. Il s'oppose aussi au principe d'une force uniquement rhodésienne. En effet, il craint que, à l'image des pertes terribles subies par des unités africaines lors de la Grande Guerre, comme la 1re brigade d'infanterie sud-africaine, une telle force ne soit décimée lors des combats. Pareil événement aurait des conséquences profondes pour le pays dont la minorité blanche est peu nombreuse. A la place, il entraîne les troupes rhodésiennes à des missions de commandement ou les spécialise pour des missions spécifiques, de manière à les disperser ensuite dans diverses unités britanniques.
Faute d'autonomie diplomatique, la Rhodésie du Sud n'a pas à déclarer la guerre à l'Allemagne puisqu'elle entre en conflit avec celle-ci à l'occasion de la déclaration de guerre britannique. Néanmoins, elle souhaite affirmer sa solidarité envers la métropole par des motions parlementaires, affirmant son intention de combattre aux côtés du Royaume-Uni à l'occasion d'une session spéciale du Parlement le 28 août 1939 et d'une décision unanime des parlementaires.

## Déclaration de guerre
Le Royaume-Uni déclare la guerre à l'Allemagne le 3 septembre 1939 et la Rhodésie du Sud décide de produire sa propre déclaration dans la foulée, avant les autres dominions. Huggins proclame la mobilisation générale, faisant du conflit une question de survie nationale tant pour le pays que pour la métropole, dont la défaite laisserait la Rhodésie dans une situation précaire. La population blanche soutient le gouvernement, de même que la petite communauté métisse ou indienne et cela en dépit des souvenirs récents des pertes endurées à l'occasion de la Première Guerre mondiale. La population noire, quant à elle, n'est que peu préoccupée par la guerre.
En septembre 1939, les Britanniques craignent que l'Italie ne rejoigne l'Allemagne dans le conflit et, par mesure de précaution, se préparent au combat en Afrique de l'Est où les Italiens sont solidement implantés depuis l'invasion de l'Éthiopie en 1935. L'escadrille de la Rhodésie du Sud est ainsi positionnée au nord du Kenya de manière préventive. Le premier déploiement de troupes au sol intervient quand cinquante soldats des forces territoriales dirigés par le capitaine T.G. Standing sont positionnés au Nyasaland en septembre, à la demande des autorités coloniales, pour éviter tout soulèvement des ressortissants allemands s'y trouvant. Néanmoins, ils en repartent dès le mois suivant. Dans le même temps, des officiers sont envoyés commander des unités noires à l'ouest et à l'est de l'Afrique, la plupart rejoignant la Royal West African Frontier Force au Nigeria, en Gold Coast et dans d'autres colonies voisines. 
Comme lors du premier conflit mondial, les Rhodésiens blancs s'engagent massivement. Plus de 2 700 rejoignent l'armée dès les premières semaines, posant des problèmes aux recruteurs qui doivent en persuader certains de poursuivre leurs métiers dans le civil, dès lors qu'ils ont une importance stratégique cruciale. L'armée de l'air accepte cinq cents recrues en quelques jours, obligeant son commandant, Charles Meredith, à joindre le ministère de l'Air à Londres pour lui proposer d'ouvrir une école de l'air sur place de façon à former trois escadrons (Squadrons). Cette demande est acceptée et, en janvier 1940, un ministère de l'air local est créé pour superviser la création du Rhodesian Air Training Group, composante locale de l'EATS.
Au début de l'année 1940, Huggins met en place un comité de défense pour coordonner l'implication du pays dans le conflit. Il comprend le premier ministre, le ministre des finances Jacob Smit, le ministre de la défense, le lieutenant-colonel Ernest Lucas Guest et le ministre des mines et des travaux publics, chargé du nouveau ministère de l'air. Près de 1 600 hommes combattent lors de la campagne de France quand le gouvernement sud-rhodésien adopte une loi permettant de mobiliser tout individu ayant une ascendance européenne, ayant entre dix neuf ans et demi et 25 ans et vivant dans la colonie depuis au moins six mois. En 1942, l'âge minimal passe à dix-huit ans. Un entraînement régulier est en outre obligatoire pour tout homme blanc ayant entre 18 et 55 ans, à l'exception de quelques-uns occupant des fonctions spécifiques. Le 25 mai 1940, la Rhodésie du Sud, qui est le dernier pays de l'Empire britannique à rejoindre l'EATS, est le premier à ouvrir une école de l'air opérationnelle, juste avant le Canada. La SRAF est rapidement absorbée au sein de la Royal Air Force, l'escadrille n°1 devenant l'escadrille n°237. Deux autres escadrilles rhodésiennes sont ensuite créées, la 266e en 1940 et la 44e en 1941.

## Engagements en Afrique et en Méditerranée

### Afrique de l'Est
Le 10 juin 1940, l'Italie rejoint l'Allemagne dans la guerre et déclenche l'ouverture de la campagne d'Afrique de l'Est ainsi que de la guerre du désert en Afrique du Nord. Une troupe d'irréguliers dirigée par des Rhodésiens et issue du Somaliland Camel Corps échange parmi les premiers coups de feu avec les Italiens à l'aube du 11 juin 1940, quand elle se confronte à une compagnie italienne. Deux jours plus tard, trois bombardiers Caproni de la Regia Aeronautica attaquent Wajir où se situe un aérodrome avancé de l'escadrille 237. Deux appareils rhodésiens sont alors endommagés. 
Géographiquement, l'Afrique de l'Est italienne est entourée par le Kenya au sud, le Somaliland britannique au nord-est et le Soudan à l'ouest. Les Italiens décident d'attaquer le Somaliland depuis l'Abyssinie le 4 août 1940, submergeant la garnison d'Hargeisa et progressant au nord-est vers la capitale  Berbera. Les forces britanniques comprennent alors une section de quarante-trois Rhodésiens au sein du 2e bataillon de la Black Watch. Elle prend position sur six collines qui couvrent la seule route menant à Berbera et engage les Italiens lors de la bataille de Tug Argan. Au prix d'importants combats, les Italiens prennent progressivement l'ascendant et, le 14 août, ont presque encerclé les forces britanniques. Ces dernières doivent évacuer Berbera entre le 15 et le 17 août. Les Rhodésiens composent alors le flanc gauche de l'arrière-garde et, le 18 août, ont quitté la zone. Les Italiens peuvent entrer dans la ville et achever leur conquête du Somaliland britannique.
Au cours de l'été, l'escadrille 237 s'implique dans des missions de reconnaissance et de soutien aérien aux attaques menées contre les avant-postes italiens dans le désert. Au début du mois de juillet, deux brigades britanniques d'Afrique de l'Ouest arrivent pour renforcer la frontière nord du Kenya. Le Nigeria Regiment, en partie dirigé par des Rhodésiens, est positionné à Malindi et Garissa, tandis qu'un bataillon du Gold Coast Regiment, aussi doté d'officiers rhodésiens, est basé à Wajir. Face aux Italiens, les Britanniques adoptent la doctrine de la Mobile defence (la défense mobile), déjà utilisée en Afrique du Nord. Des unités sont envoyées patrouiller autour des puits disponibles, de façon à priver les Italiens de tout approvisionnement en eau. Dans le même temps, ils évacuent leur position la plus septentrionale de Buna en septembre tout en se préparant à un assaut contre Wajir qui n'intervient finalement pas. Au cours des derniers mois de l'année, trois brigades sud-africaines renforcent les troupes du Commonwealth qui s'élèvent désormais à trois divisions au Kenya. Enfin, l'escadrille 237 est relevée par des Sud-Africains pour être redéployée au Soudan en septembre.
L'escadrille 237 est désormais positionnée à Khartoum où elle mène des actions de reconnaissance, de bombardement en piqué et de mitraillage au sol au cours de l'automne. À cette date, la batterie antichar rhodésienne arrive pour être entraînée et reçoit deux canons Ordnance QF 2 pounder avant de rejoindre le front à Garissa au moment de la nouvelle année. Quant à l'escadrille 237, elle est en partie modernisée en janvier 1941 avec l'arrivée de quelques Westland Lysander.
Au Kenya, les forces du général Alan Cunningham commencent à être importantes, regroupant les régiments du Nigeria, de la Gold Coast et du King's African Rifles, en plus de la 1ère division d'infanterie sud-africaine. Les Britanniques sont dorénavant en mesure de passer à l'attaque. En janvier et février, ils envahissent l'Abyssinie et le Somaliland italien en occupant les ports de Kismayo et de Mogadiscio, contraignant les Italiens à se replier vers l'intérieur des terres. Plus au nord, l'escadrille 237 appuie l'offensive en Érythrée de la 4e division d'infanterie indienne et de la 5e division d'infanterie indienne dirigée par le lieutenant-général William Platt. Lors de ces sorties, l'un des appareils rhodésiens est abattu par un chasseur italien et ses deux occupants tués tandis que, deux jours plus tard, cinq chasseurs italiens attaquent un aérodrome près d'Agordat, endommageant deux Hardys et deux Lysanders.
Ces pertes n'empêchent pas Platt de poursuivre son avance et de remporter la bataille de Keren en avril 1941, soutenu par l'escadrille 237 qui observe régulièrement les positions italiennes et les bombarde. Une fois les Italiens vaincus et constitués prisonniers, l'escadrille rhodésienne est déplacée à Asmara le 6 avril pour bombarder le port de Massawa. Le même jour, les Italiens se rendent à la 11e division d'infanterie, composée entre autres de Rhodésiens, près d'Addis Abeba. Au cours de la bataille d'Amba Alagi, les forces de Platt et de Cunningham convergent et encerclent les dernières troupes italiennes, dirigées par le duc d'Aoste et réfugiées dans le bastion montagneux d'Amba Alagi. Elles doivent finalement se rendre le 18 mai, mettant fin à la campagne d'Afrique de l'Est. L'escadrille 237 et la batterie antichar rhodésienne quittent ce théâtre d'opérations pour rejoindre l'Égypte et participer à la guerre du Désert. Dans la Corne de l'Afrique, seules quelques garnisons italiennes continuent de résister, la dernière se rendant au cours de la bataille de Gondar en novembre 1941. Les régiments du Nigeria et de la Gold Coast, composés en partie d'officiers rhodésiens participent à la réduction de ces dernières poches. Au total, 250 officiers et 1 000 soldats du rang rhodésiens restent au Kenya jusqu'à la mi-1943.

### Afrique du Nord
En Afrique du Nord, les régiments du 11th Hussars, du 2nd Leicesters et du 1st Cheshires comprennent des Rhodésiens dans leurs rangs et participent à l'opération Compass entre décembre 1940 et février 1941 comme le reste de la Western Desert Force dirigée par le Major-General Richard O'Connor. L'offensive est un succès, les Alliés subissent peu de pertes (700 tués et 2 300 blessés et disparus) mais s'emparent du port stratégique de Tobrouk et font plus de 100 000 Italiens prisonniers dans leur conquête de la Cyrénaïque. Les Allemands, confrontés à la faillite de leur allié, envoient le général Erwin Rommel à la tête de l'Afrika Korps. Il mène une puissante contre-attaque au printemps 1941, contraignant les Alliés à battre en retraite vers l'Egypte, encerclant Tobrouk mais sans submerger la garnison australienne.
En février 1941, les soldats rhodésiens des 11th Hussars, Leicesters, Buffs, Argylls, Royal Northumberland Fusiliers, Durham Light Infantry et Sherwood Foresters reviennent au Kenya pour former le nouveau Southern Rhodesian Reconnaissance Regiment (régiment de reconnaissance de Rhodésie du Sud), qui reste dans la région toute l'année. Toujours en février, les Rhodésiens du 1st Cheshires suivent leur régiment à Malte. Le 2nd Black Watch et son contingent rhodésien participe à la bataille de Crète lors de laquelle les Britanniques échouent à contenir l'invasion allemande. Il se joint ensuite à la garnison de Tobrouk en août. Enfin, l'escadrille 237 reçoit des Hawker Hurricane au cours de l'été.
Lors de la création du Long Range Desert Group, une unité de reconnaissance mécanisée devant intervenir sur les arrières de l'ennemi, les Rhodésiens y sont pleinement intégrés. D'abord, ce sont les Néo-Zélandais qui forment le noyau du LRDG, avant d'être rejoints par les Britanniques et les Rhodésiens en novembre 1940. En 1941, l'unité est réorganisée plusieurs fois et, à la fin de l'année, deux patrouilles rhodésiennes (S1 et S2) sont opérationnelles. Chaque véhicule porte, sur le capot, le nom d'une ville rhodésienne commençant par S comme Salisbury ou Sabi. À partir d'avril 1941, le LRDG est basé à Koufra, au sud-est de la Libye. Les Rhodésiens sont plus précisément positionnés à Bir Harash, à 160 kilomètres au nord-est de Koufra, de manière à tenir la dépression de Zighen et prévenir une attaque de l'Axe depuis le nord. Au cours des quatre mois suivants, ils vivent ainsi dans un isolement presque complet.